# Arthur Birembaut
Arthur Birembaut (13 novembre 1905 à Hénin-Liétard - 14 janvier 1986, Paris 13e), est un ingénieur civil des Mines et historien des sciences français. Ce collaborateur de l'Encyclopædia Universalis a été aussi membre correspondant de l'Académie internationale d'histoire des sciences et professeur à l'université de Paris-I en fin de carrière.

## Biographie
Après avoir obtenu en 1928 le diplôme d'ingénieur de l'École des mines de Paris, il s'occupe d'abord de chantiers de chemin de fer en Algérie et au Congo, de 1930 à 1935. Il entre ensuite au service des Mines. Il y assure des études géologiques et de prospection pétrolière en Syrie, au Liban et en Libye de 1936 à 1945. Revenu en France, il est affecté à la direction des carburants. Il prend sa retraite en 1970.
À partir de 1953, il s'intéresse à l'histoire des sciences. Il réalise des études approfondies sur la conservation des archives, l'enseignement des techniques minières, le système métrique, et de nombreuses biographies originales publiées notamment dans le Dictionary of scientific biography.

## Publications
- - « Un économiste oublié : Étienne-François de Sénovert (1753-1831) », Annales historiques de la Révolution française, t. 29, no 147,‎ 1957, p. 153-158 (lire en ligne).

Parmi ses études biographiques de savants et d'ingénieurs, on peut citer :
- Adolphe d'Archiac, géologue
- Jean Henri Hassenfratz, révolutionnaire et professeur
- Jean-François d'Aubuisson de Voisins (1762-1841), ingénieur
- Émile Clapeyron, ingénieur et physicien
- Charles Combes, directeur de l'École des mines
- Léonce Élie de Beaumont, professeur de géologie
- François Arago, astronome, physicien et homme politique
- Prieur de la Côte d'Or, révolutionnaire cofondateur de l'École polytechnique
- Jean Hellot, chimiste et inspecteur royal
- Nicolas Léonard Sadi Carnot, ingénieur fondateur de la thermodynamique
- Charles Bossut, abbé et géomètre

## Sources
- Les papiers personnels d'Arthur Birembaut sont conservés aux Archives nationales, site de Pierrefitte-sur-Seine, sous la cote 620AP : Inventaire du fonds.

### Webographie
- « Arthur Birembaut (1905-1986) », sur Annales des Mines (consulté le 26 octobre 2018).